# 3946 Shor
3946 Shor è un asteroide della fascia principale. Scoperto nel 1983, presenta un'orbita caratterizzata da un semiasse maggiore pari a 3,0860291 UA e da un'eccentricità di 0,1349701, inclinata di 0,74015° rispetto all'eclittica.